# Megachile griseopicta
Megachile griseopicta is een vliesvleugelig insect uit de familie Megachilidae. De wetenschappelijke naam van de soort is voor het eerst geldig gepubliceerd in 1882 door Radoszkowski.